# Misantla
Misantla è una municipalità dello stato di Veracruz, nel Messico centrale, il cui capoluogo è la località omonima.
Conta 62.919 abitanti (2010) e ha una estensione di 524,77 km². 		
Il significato della località in lingua nahuatl è luogo del cervo.